# Надгробкова стела з атлетом і малою дівчинкою
Надгробкова стела з атлетом і малою дівчинкою (англ. Marble stele (grave marker) of a youth and a little girl) — рідкісна скульптурна пам'ятка доби грецької архаїки.

## Історія
Уламки надгробкової стели були придбані для Музею мистецтва Метрополітен у 1911 році. З уламками працювали і досліджували. Аби виявити первісний стан скульптурної пам'ятки, необхідні фрагменти додавали  у 1921, 1936, 1938, і 1951 роках. Був знайдений і фрагмент з голівкою малої дівчини, доданий в музеї у вигляді гіпсової копії а також шмат з правою рукою, знайдений в Національному археологічному музеї в Афінах (в гіпсовій копії теж).
Атлета подано у профіль в повний зріст. Обличчя передано умовно, як і зачіска, частково прихована під м'яким капелюшком. На обличчі — архаїчна усмішка, типовий засіб доби архаїки відійти від застиглості.
З інших джерел відомо, що атлетичні вправи і спортивні змагання були важливими складовими освіти і виховання давньогрецьких хлопчиків і юнаків, адже їх готували бути захисниками держав-полісів і розраховувати лише на самих себе. Атлет і був таким вихованцем. Вказівкою на його готовність виконувати гімнастичні вправи є маленький глек арибал для збереження олії, якою змащували тіло після закінчення тренувань.
Арибал для збереження олії, незважаючи на невеликі розміри, став полем експериментів для давньогрецьких керамістів-гончарів. Відомі арибали з різних матеріалів та найрізноманітних форм, серед яких фігурні посудини у вигляді їжачка, екзотичної для греків мавпи, сови, посудинки з двома обличчями, голівки жінки чи вояка з шоломом. Навіть коли арибал зберігав форму маленького глека, його боки прикрашали орнаментами і розписами. Саме такий арибал з шкіряним ремінцем має і атлет на стелі.

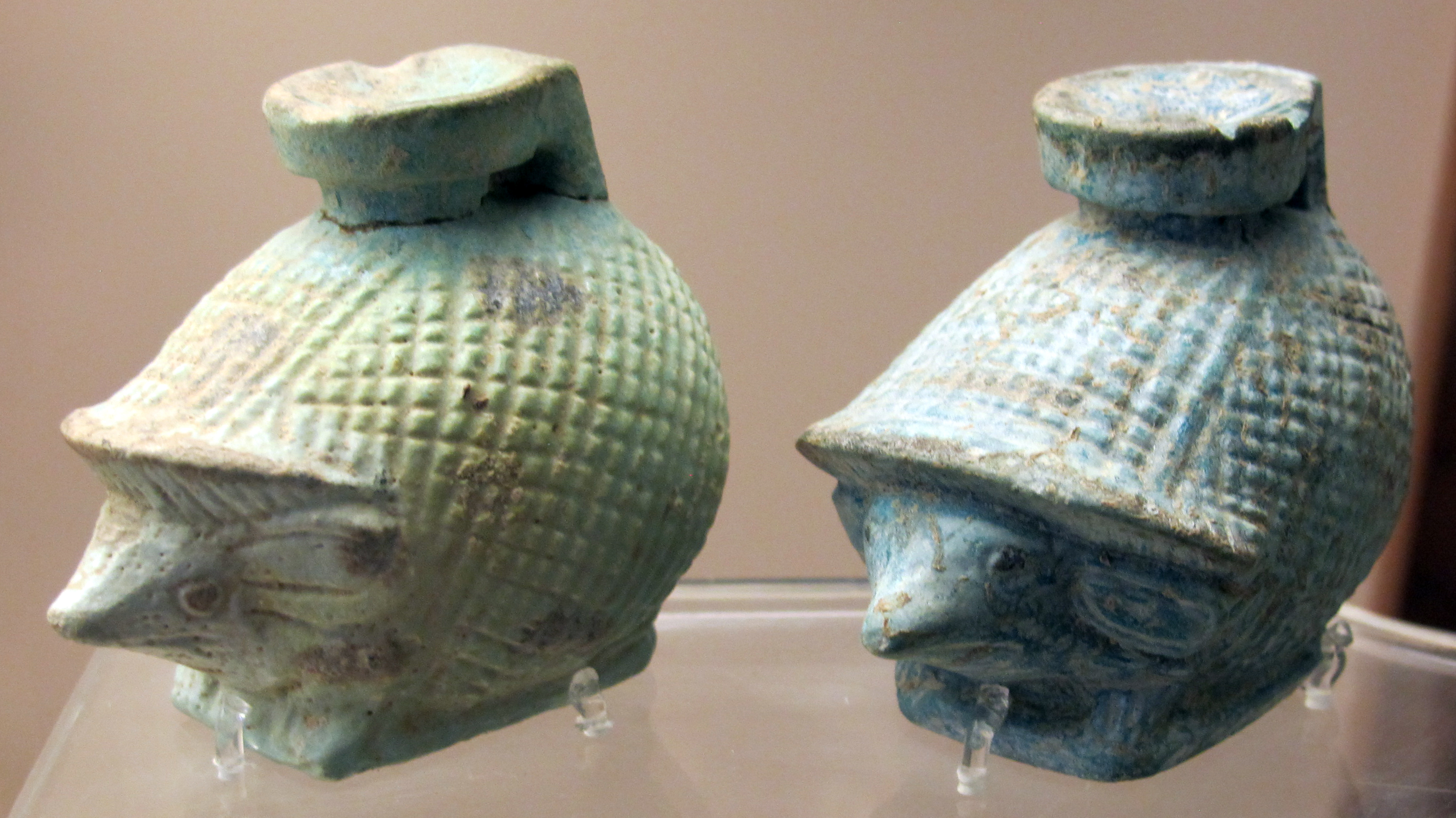
арибали їжачки, фаянс.
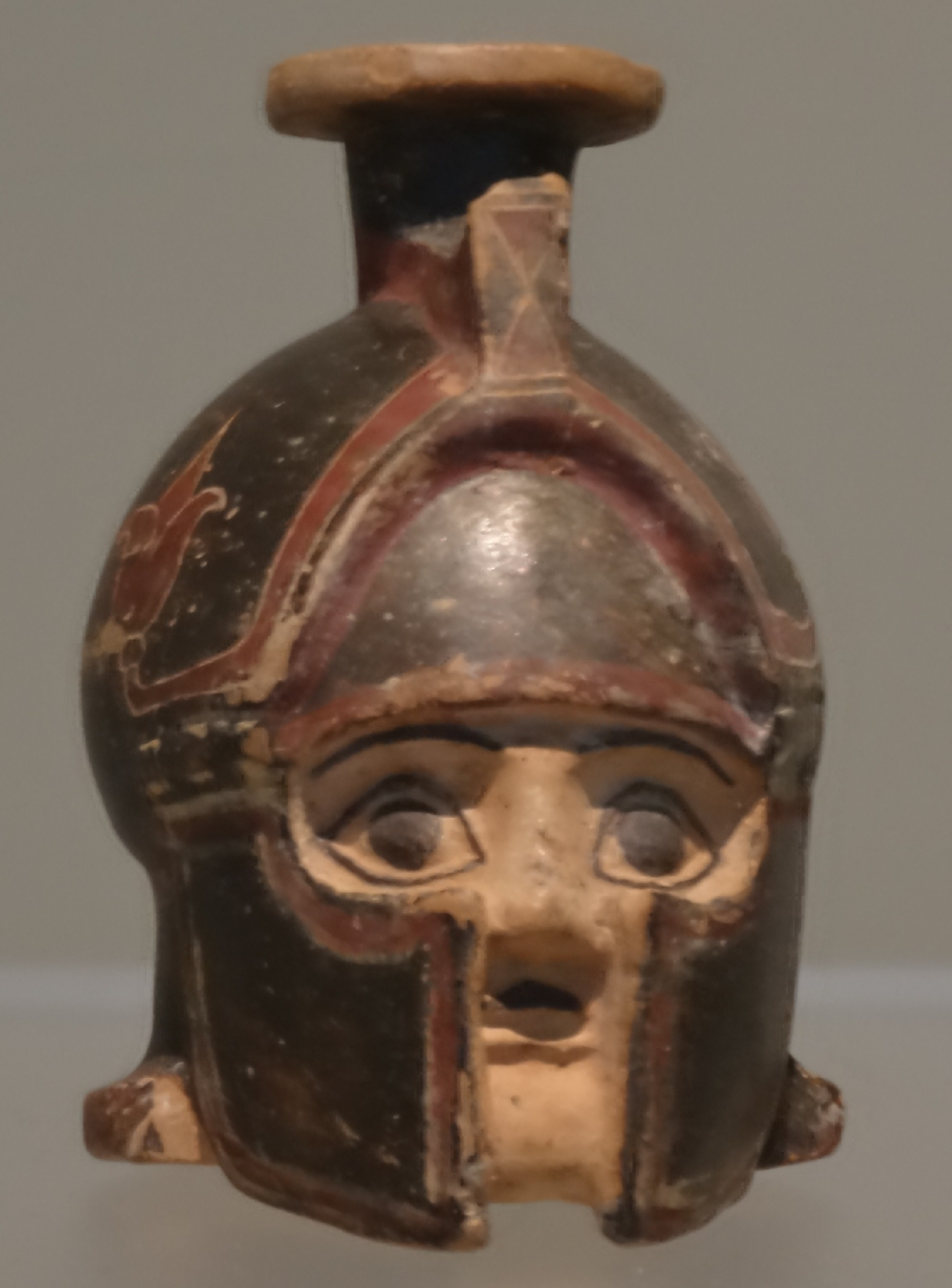
арибал у вигляді голівки вояка
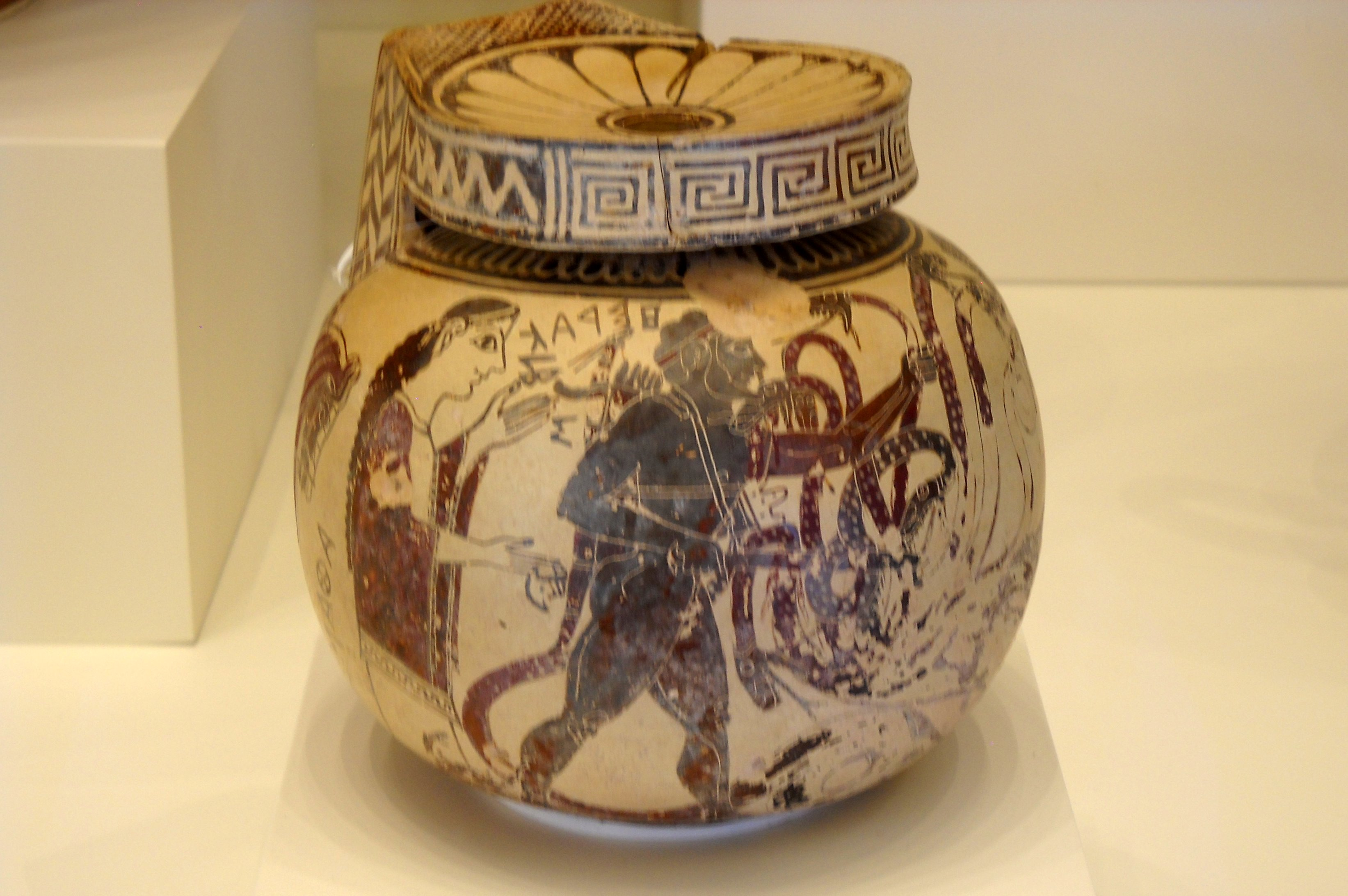
арибал з Гераклом і лернейською гідрою. Музей Гетті, Каліфорнія.
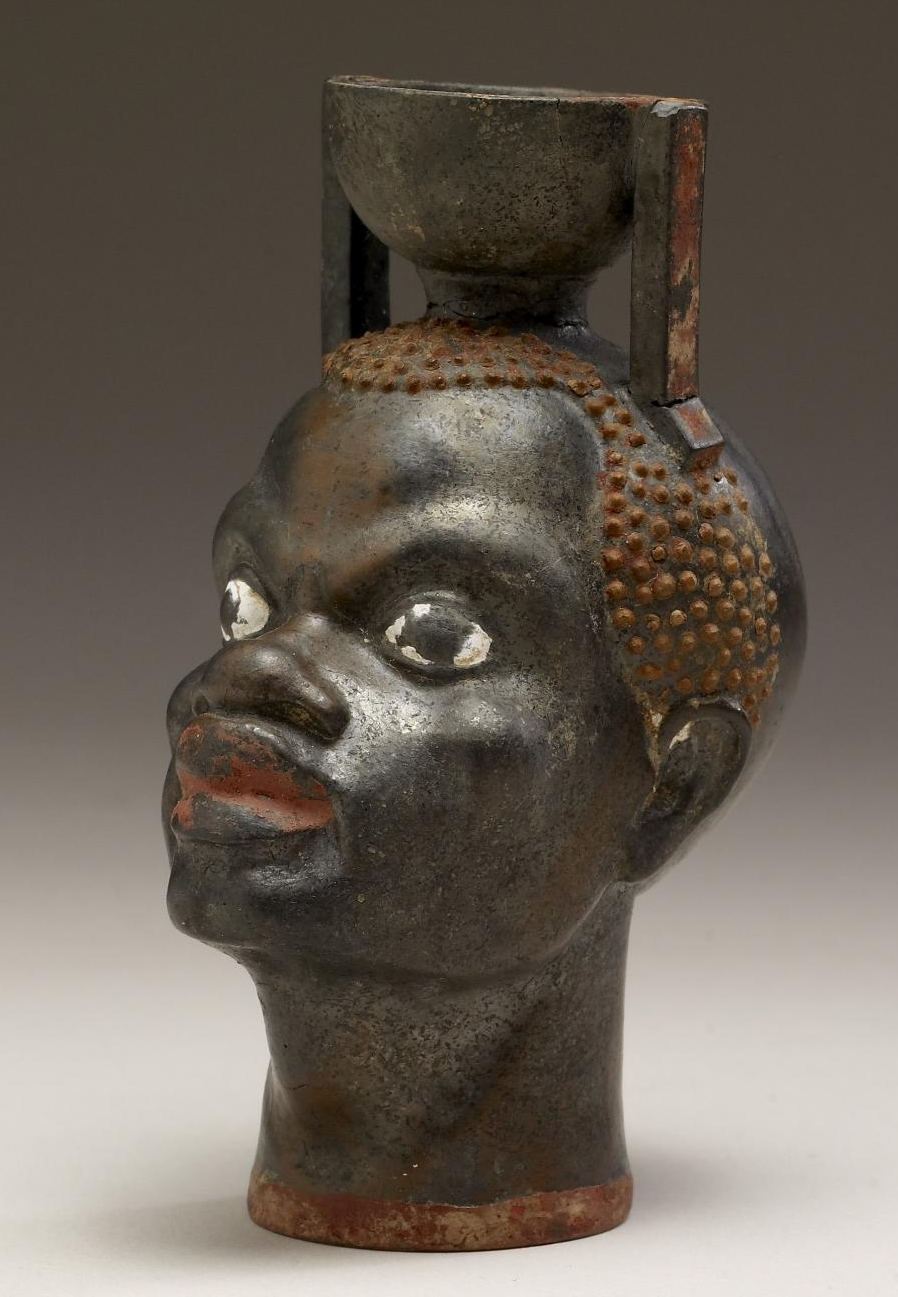
Арибал — голівка африканця, Художній музей Волтерс
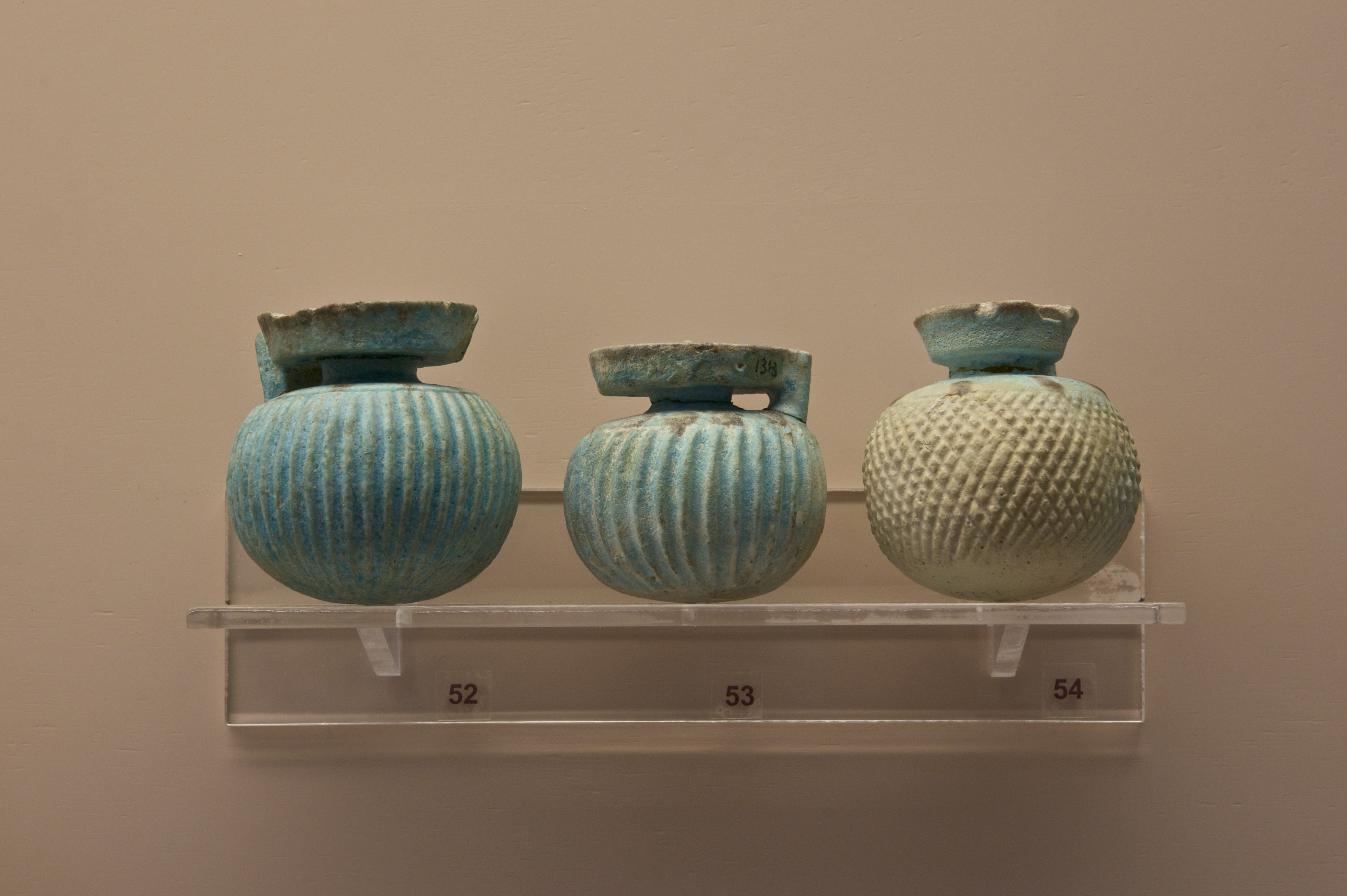
Кулясні арибали з фаянсу

Юнак в руці утримує і плід граната, котрий був одним і символів смерті.
Маленька дівчинка під рукою атлета утримує в руці квітку.
Первісна висота стели мала більш ніж три метри висоти, а  майстерність її виконання — підтвердження, що атлет і замовники величної надгробкової стели походили з грецької аристократії. Постамент стели має підпис, а ім'я померлого розпізнають як Megakles, пов'язаного з могутнім колись кланом Алкмеонідів, котрий виступав проти тирана Пісістрата в шостому столітті до нашої ери. Поховальні стели аристократичних родин з метою помсти розбивали на шматки. Серед розбитих у давнину могла бути і означена стела.